# Бензонафтол
Бензонафто́л, 2-нафти́л бензоа́т — антисептичний препарат для внутрішнього вживання. Застосовується при захворюваннях травного тракту, що супроводяться гнильними процесами та метеоризмом (утворенням газів).